# Якл, Петр
Петр Якл (чеш. Petr Jákl; 14 сентября 1973, Прага, Чешская республика) — чешский дзюдоист, киноактёр, кинорежиссёр, сценарист и продюсер. За пределами родины стал известен по участию в голливудских фильмах «Три икса» (2002) и «Чужой против Хищника» (2004).

## Биография
Родился и вырос в Праге, столице Чехии. Получил степень магистра в Карловом университете, где учился на факультете физической культуры и спорта.
В первой половине 2000-х снялся в нескольких американских фильмах: «Плохая компания», «Три икса», «Евротур», «Чужой против Хищника» и  «Птеродактиль».
Петр Якл ещё в 2013 году объявил о планах снять фильм о чешском национальном герое Яне Жижке. Исторический фильм под названием «Средневековье» стал самым дорогостоящим проектом в истории чешского кино.

## Фильмография

### Актёрские работы
| Год  |   | Русское название     | Оригинальное название | Роль          |
| ---- | - | -------------------- | --------------------- | ------------- |
| 2002 | ф | Плохая компания      | Bad Company           | Дариус        |
| 2002 | ф | Три икса             | xXx                   | Коля (Золдан) |
| 2004 | ф | Евротур              | EuroTrip              | Гюнтер        |
| 2004 | ф | Чужой против Хищника | Alien vs. Predator    | Стоун         |
| 2005 | ф | Птеродактиль         | Pterodactyl           | Тезо          |
| 2011 | с | Борджиа              | Borgia                | германец Ханц |

### Режиссёрские работы
- 2022 — «Средневековье» / Medieval (Jan Žižka)

### Сценарные работы
- 2022 — «Средневековье» / Medieval (Jan Žižka)

### Продюсерские работы
- 2022 — «Средневековье» / Medieval (Jan Žižka)